# Xã Lakeside, Quận Meade, South Dakota
Xã Lakeside (tiếng Anh: Lakeside Township) là một xã thuộc quận Meade, tiểu bang Nam Dakota, Hoa Kỳ. Năm 2010, dân số của xã này là 53 người.